# Vangueria praecox
Vangueria praecox är en måreväxtart som beskrevs av Bernard Verdcourt. Vangueria praecox ingår i släktet Vangueria och familjen måreväxter. Inga underarter finns listade i Catalogue of Life.